# Persone di nome Mike
| Questa pagina contiene informazioni ricavate automaticamente dalle voci biografiche con l'ausilio del template Bio e di un bot. L'aggiornamento è periodico e automatico e ricostruisce completamente la pagina. Se manca una persona in questa lista, sei pregato di non aggiungerla, ma accertati piuttosto che la sua voce biografica contenga il template Bio e che i dati anagrafici siano correttamente compilati. Se il template Bio manca, inseriscilo tu stesso o, in alternativa, metti l'avviso {{tmp\|Bio}} che ne segnala la mancanza. Se i dati riportati sono sbagliati, correggi direttamente la voce biografica; le modifiche saranno visibili in questa lista entro pochi giorni. Per chiarimenti vedi il progetto antroponimi. La lista contiene solo le 295 persone che sono citate nell'enciclopedia e per le quali è stato implementato correttamente il template Bio. Pagina aggiornata al 22 lug 2025. |

Questa è una lista di persone presenti nell'enciclopedia che hanno il nome Mike, suddivise per attività principale.

## Allenatori di calcio(9)
- Mike Adams, allenatore di calcio e ex calciatore inglese (n. 1965)
- Mike Everitt, allenatore di calcio e ex calciatore inglese (Clacton-on-Sea, n. 1941)
- Mike Ferguson, allenatore di calcio e calciatore inglese (Burnley, n. 1943 - † 2019)
- Mike Flanagan, allenatore di calcio e ex calciatore inglese (Ilford, n. 1952)
- Mike Petke, allenatore di calcio, dirigente sportivo e ex calciatore statunitense (Bohemia, n. 1976)
- Mike Smith, allenatore di calcio inglese (Hendon, n. 1937 - † 2021)
- Mike Snoei, allenatore di calcio e ex calciatore olandese (Rotterdam, n. 1963)
- Mike Terranova, allenatore di calcio e ex calciatore tedesco (Bochum, n. 1976)
- Mike Tullberg, allenatore di calcio e ex calciatore danese (Farum, n. 1985)

## Allenatori di football americano(4)
- Mike Gundy, allenatore di football americano e ex giocatore di football americano statunitense (Midwest City, n. 1967)
- Mike Haluchak, allenatore di football americano e ex giocatore di football americano statunitense (Concord, n. 1949)
- Mike Smith, allenatore di football americano statunitense (Chicago, n. 1959)
- Mike Zimmer, allenatore di football americano statunitense (Peoria, n. 1956)

## Allenatori di hockey su ghiaccio(2)
- Mike Harder, allenatore di hockey su ghiaccio e ex hockeista su ghiaccio canadese (Winnipeg, n. 1973)
- Mike McNamara, allenatore di hockey su ghiaccio e ex hockeista su ghiaccio canadese (Montréal, n. 1949)

## Allenatori di pallacanestro(1)
- Mike Thibault, allenatore di pallacanestro e dirigente sportivo statunitense (St. Paul, n. 1950)

## Animatori(2)
- Mike Gabriel, animatore, sceneggiatore e regista statunitense (Long Beach, n. 1954)
- Mike Johnson, animatore e regista statunitense (Austin)

## Arcieri(1)
- Michael Schloesser, arciere olandese (Heerlen, n. 1994)

## Artisti(1)
- Mike Kelley, artista statunitense (Detroit, n. 1954 - Los Angeles, † 2012)

## Artisti marziali(1)
- Mike Zambidis, artista marziale, kickboxer e thaiboxer greco (Atene, n. 1980)

## Artisti marziali misti(2)
- Mike Brown, artista marziale misto statunitense (Portland, n. 1975)
- Mike Perry, artista marziale misto statunitense (Flint, n. 1991)

## Astronomi(1)
- Mike Kretlow, astronomo tedesco

## Attori(18)
- Mike Amigorena, attore argentino (Maipú, n. 1972)
- Mike Binder, attore, regista e sceneggiatore statunitense (Detroit, n. 1958)
- Mike Birbiglia, attore, comico e regista statunitense (Shrewsbury, n. 1978)
- Mike Colter, attore statunitense (Columbia, n. 1976)
- Mike Connors, attore statunitense (Fresno, n. 1925 - Tarzana, † 2017)
- Mike Dopud, attore, stuntman e giocatore di football americano canadese (Montréal, n. 1968)
- Mike Epps, attore, comico e cantante statunitense (Indianapolis, n. 1970)
- Mike Erwin, attore e doppiatore statunitense (Georgia, n. 1978)
- Mike Hagerty, attore statunitense (Chicago, n. 1954 - Los Angeles, † 2022)
- Mike He, attore, modello e cantante taiwanese (Taipei, n. 1983)
- Mike Hodge, attore statunitense (McComas, n. 1947 - New York, † 2017)
- Mike Mazurki, attore e wrestler statunitense (Ternopil', n. 1907 - Glendale, † 1990)
- Mike Moh, attore, stuntman e artista marziale statunitense (Atlanta, n. 1983)
- Mike Müller, attore svizzero (Grenchen, n. 1963)
- Mike O'Dowd, attore statunitense († 1977)
- Mike Schatz, attore, comico e doppiatore statunitense
- Mike Smith, attore canadese (New Glasgow, n. 1972)
- Mike Wolfe, attore televisivo, sceneggiatore e produttore televisivo statunitense (Joliet, n. 1964)

## Attori pornografici(1)
- Mike Horner, ex attore pornografico e regista statunitense (Portland, n. 1955)

## Autori di videogiochi(1)
- Mike Singleton, autore di videogiochi britannico (n. 1951 - † 2012)

## Avvocati(1)
- Mike Godwin, avvocato statunitense (Houston, n. 1956)

## Bassisti(8)
- Mike D'Antonio, bassista statunitense
- Mike Hogan, bassista irlandese (Limerick, n. 1973)
- Mike Howlett, bassista, produttore discografico e compositore figiano (Lautoka, n. 1950)
- Mike Inez, bassista statunitense (San Fernando, n. 1966)
- Mike Johnson, bassista e cantautore statunitense (Grants Pass, n. 1965)
- Mike Levine, bassista e tastierista canadese (Toronto, n. 1949)
- Mike Wedgwood, bassista britannico (Derby, n. 1950)
- Mike de Albuquerque, bassista britannico (Londra, n. 1947)

## Batteristi(8)
- Mike Bordin, batterista statunitense (San Francisco, n. 1962)
- Mike Byrne, batterista statunitense (n. 1990)
- Mike Clark, batterista statunitense (Sacramento, n. 1946)
- Mike Dillard, batterista statunitense (n. 1965)
- Mike Dupke, batterista statunitense
- Mike Smith, batterista statunitense (New York, n. 1970)
- Mike Sturgis, batterista e compositore statunitense (Chicago, n. 1960)
- Mike Terrana, batterista statunitense (Buffalo, n. 1960)

## Bobbisti(2)
- Mike Crocenzi, ex bobbista sammarinese (Warren, n. 1969)
- Mike Kohn, bobbista statunitense (Columbia, n. 1972)

## Canottieri(1)
- Mike Lewis, canottiere canadese (Victoria, n. 1981)

## Cantanti(10)
- Mike Brant, cantante israeliano (Famagosta, n. 1947 - Parigi, † 1975)
- Mike DiMeo, cantante e tastierista statunitense (New York, n. 1968)
- Mike Howe, cantante statunitense (Taylor, n. 1965 - Eureka, † 2021)
- Mike Muir, cantante statunitense (Venice, n. 1963)
- Mike Scott, cantante e chitarrista britannico (Edimburgo, n. 1958)
- Mike Singer, cantante e attore tedesco (Kehl, n. 2000)
- Mike Spiteri, cantante maltese (Zabbar, n. 1955)
- Mike Tramp, cantante danese (Copenaghen, n. 1961)
- Mike Virus, cantante statunitense (Filadelfia, n. 1974)
- Mike Zubi, cantante e attore argentino (Buenos Aires, n. 1987)

## Cantautori(1)
- Mike Henderson, cantautore e polistrumentista statunitense (Independence, n. 1953 - † 2023)

## Cestisti(5)
- Mike Brkovich, ex cestista canadese (Windsor, n. 1958)
- Mike Glenn, ex cestista statunitense (Rome, n. 1955)
- Mike Pelliccia, cestista statunitense (New Haven, n. 1910)
- Mike Schilder, cestista olandese (Eindhoven, n. 1994)
- Mike Smith, ex cestista statunitense (Vandalia, n. 1987)

## Chitarristi(10)
- Mike Albert, chitarrista statunitense (Los Angeles, n. 1954)
- Mike Clark, chitarrista statunitense (Los Angeles, n. 1964)
- Mike Danzi, chitarrista statunitense (New York, n. 1898 - New York, † 1986)
- Mike Dawes, chitarrista inglese (Guildford, n. 1989)
- Mike Dimkich, chitarrista e compositore statunitense (Los Angeles, n. 1968)
- Mike Onesko, chitarrista e cantante statunitense (Fairview Park)
- Mike Orlando, chitarrista statunitense (New York, n. 1968)
- Mike Pinera, chitarrista statunitense (Tampa, n. 1948 - Tampa, † 2024)
- Mike Smith, chitarrista statunitense (Middle River, n. 1973)
- Mike Stern, chitarrista statunitense (Boston, n. 1953)

## Ciclisti su strada(1)
- Mike Teunissen, ciclista su strada e ciclocrossista olandese (Ysselsteyn, n. 1992)

## Compositori(1)
- Mike Rowland, compositore e musicista inglese (Londra, n. 1958)

## Conduttori televisivi(1)
- Mike Brewer, conduttore televisivo britannico (Lambeth, n. 1964)

## Culturisti(1)
- Mike Katz, culturista statunitense (n. 1944)

## Direttori della fotografia(1)
- Mike deGruy, direttore della fotografia statunitense (Alabama, n. 1951 - Australia, † 2012)

## Disc jockey(4)
- Mike Dierickx, disc jockey belga (Anversa, n. 1973)
- Mike Pickering, disc jockey inglese (Accrington, n. 1958)
- Mike Relm, disc jockey statunitense (n. 1978)
- Mike Williams, disc jockey e produttore discografico olandese (Kortenhoef, n. 1996)

## Doppiatori(2)
- Mike McFarland, doppiatore, direttore del doppiaggio e dialoghista statunitense (Texas City, n. 1970)
- Mike Pollock, doppiatore statunitense (Roslyn Heights, n. 1965)

## Editori(1)
- Mike Richardson, editore, produttore cinematografico e fumettista statunitense (Portland, n. 1950)

## Fotografi(2)
- Mike Brodie, fotografo statunitense (n. 1985)
- Mike Wells, fotografo britannico

## Fumettisti(8)
- Mike W. Barr, fumettista e scrittore statunitense (Akron, n. 1952)
- Mike Diana, fumettista statunitense (n. 1969)
- Mike McKone, fumettista britannico
- Mike Mignola, fumettista statunitense (Berkeley, n. 1960)
- Mike Peters, fumettista statunitense (Saint Louis, n. 1943)
- Mike Ploog, fumettista, illustratore e disegnatore statunitense (Mankato, n. 1940)
- Mike Sekowsky, fumettista statunitense (Lancaster, n. 1923 - Los Angeles, † 1989)
- Mike Zeck, fumettista statunitense (Greenville, n. 1949)

## Giocatori di baseball(1)
- Mike Belfiore, ex giocatore di baseball statunitense (New York, n. 1988)

## Giocatori di beach volley(1)
- Mike Dodd, ex giocatore di beach volley e ex pallavolista statunitense (Manhattan Beach, n. 1957)

## Giocatori di football americano(33)
- Mike Adams, giocatore di football americano statunitense (Farrell, n. 1990)
- Mike Allotey-Kelvin, giocatore di football americano svizzero
- Mike Barnes, ex giocatore di football americano statunitense (Pittsburgh, n. 1950)
- Mike Bell, ex giocatore di football americano statunitense (Wichita, n. 1957)
- Mike Boone, giocatore di football americano statunitense (Macclenny, n. 1995)
- Mike Caliendo, giocatore di football americano statunitense (Brookfield, n. 1997)
- Mike Catapano, giocatore di football americano statunitense (n. 1990)
- Mike Daniels, giocatore di football americano statunitense (Blackwood, n. 1989)
- Mike Davis, ex giocatore di football americano statunitense (Atlanta, n. 1993)
- Mike van Deripe, giocatore di football americano statunitense
- Mike Edwards, giocatore di football americano statunitense (Cincinnati, n. 1996)
- Mike Edwards, ex giocatore di football americano statunitense (Cleveland, n. 1991)
- Mike Friese, giocatore di football americano tedesco (n. 1983)
- Mike Gibson, giocatore di football americano statunitense (Napa, n. 1985)
- Mike Greene, giocatore di football americano statunitense (Richmond, n. 1999)
- Mike Hilton, giocatore di football americano statunitense (Fayetteville, n. 1994)
- Mike Hughes, giocatore di football americano statunitense (New Bern, n. 1997)
- Mike James, giocatore di football americano statunitense (Haines City, n. 1989)
- Mike Jenkins, giocatore di football americano statunitense (Neuenbürg, n. 1985)
- Mike Livingston, ex giocatore di football americano statunitense (Dallas, n. 1945)
- Mike McCoy, ex giocatore di football americano e allenatore di football americano statunitense (San Francisco, n. 1972)
- Mike McGlinchey, giocatore di football americano statunitense (Warrington, n. 1995)
- Mike Mohamed, giocatore di football americano statunitense (Brawley, n. 1988)
- Mike Morgan, ex giocatore di football americano statunitense (Dallas, n. 1988)
- Mike Pagel, ex giocatore di football americano statunitense (Douglas, n. 1960)
- Mike Purcell, giocatore di football americano statunitense (Highlands Ranch, n. 1991)
- Mike Remmers, giocatore di football americano statunitense (Portland, n. 1989)
- Mike Sainristil, giocatore di football americano haitiano (Port-au-Prince, n. 2000)
- Mike Taylor, giocatore di football americano statunitense (Shreveport)
- Mike Tolbert, ex giocatore di football americano statunitense (Douglasville, n. 1985)
- Mike Waufle, ex giocatore di football americano e allenatore di football americano statunitense (Hornell, n. 1954)
- Mike White, giocatore di football americano statunitense (Pembroke Pines, n. 1995)
- Mike Williams, ex giocatore di football americano statunitense (Vance, n. 1995)

## Giocatori di poker(1)
- Mike Harthcock, giocatore di poker statunitense

## Giocatori di snooker(1)
- Mike Dunn, giocatore di snooker inglese (Middlesbrough, n. 1971)

## Giornalisti(2)
- Mike Goldberg, commentatore televisivo statunitense (North Olmsted, n. 1964)
- Mike Wallace, giornalista statunitense (Brookline, n. 1918 - New Canaan, † 2012)

## Hockeisti su ghiaccio(3)
- Mike Fisher, ex hockeista su ghiaccio canadese (Peterborough, n. 1980)
- Mike Maneluk, ex hockeista su ghiaccio canadese (Winnipeg, n. 1973)
- Mike Smith, hockeista su ghiaccio canadese (Kingston, n. 1982)

## Informatici(2)
- Mike Harrington, programmatore e manager statunitense (n. 1964)
- Mike Muuss, informatico statunitense (Iowa City, n. 1958 - † 2000)

## Ingegneri(3)
- Mike Costin, ingegnere, imprenditore e ex pilota automobilistico britannico (Hendon, n. 1929)
- Mike Elliott, ingegnere e dirigente sportivo britannico (St Austell, n. 1974)
- Mike Krack, ingegnere e dirigente sportivo lussemburghese (Lussemburgo, n. 1972)

## Kickboxer(1)
- Mike Bernardo, kickboxer e pugile sudafricano (Città del Capo, n. 1969 - Muizenberg, † 2012)

## Maratoneti(2)
- Mike Fokoroni, maratoneta zimbabwese (n. 1977)
- Mike Tebulo, ex maratoneta malawiano (Zomba, n. 1985)

## Militari(2)
- Mike Flanagan, militare irlandese (Foxford, n. 1926 - † 2014)
- Mike Kealy, militare britannico (Inghilterra, n. 1945 - Brecon Beacons, † 1979)

## Montatori(1)
- Mike Hill, montatore statunitense (Omaha, n. 1949 - Omaha, † 2023)

## Nuotatori(2)
- Mike Brown, ex nuotatore canadese (Oshawa, n. 1984)
- Mike West, ex nuotatore canadese (Kitchener, n. 1964)

## Organisti(1)
- Mike Painter, organista, compositore e arrangiatore italiano (Milano, n. 1964)

## Pallavolisti(1)
- Mike van de Goor, ex pallavolista olandese (Oss, n. 1973)

## Pianisti(1)
- Mike Garson, pianista statunitense (New York, n. 1945)

## Piloti automobilistici(2)
- Mike Rockenfeller, pilota automobilistico tedesco (Neuwied, n. 1983)
- Mike Sparken, pilota automobilistico francese (Neuilly-sur-Seine, n. 1930 - Beaulieu-sur-Mer, † 2012)

## Piloti motociclistici(4)
- Mike Alessi, pilota motociclistico statunitense (Canoga Park, n. 1988)
- Mike Baldinger, pilota motociclistico tedesco (Friburgo in Brisgovia, n. 1975)
- Mike Baldwin, pilota motociclistico statunitense (Pasadena, n. 1955)
- Mike Hale, pilota motociclistico statunitense (Dallas, n. 1972)

## Politici(5)
- Mike Bost, politico statunitense (Murphysboro, n. 1960)
- Mike Capuano, politico statunitense (Somerville, n. 1952)
- Mike Gallagher, politico statunitense (Green Bay, n. 1984)
- Mike Hookem, politico britannico (Kingston upon Hull, n. 1953)
- Mike Schubert, politico tedesco (Schwedt/Oder, n. 1973)

## Procuratori sportivi(1)
- Mike Kjølø, procuratore sportivo e ex calciatore norvegese (Oslo, n. 1971)

## Produttori cinematografici(1)
- Mike Stenson, produttore cinematografico statunitense (Boston)

## Produttori discografici(9)
- Mike Appel, produttore discografico statunitense (New York, n. 1942)
- Mike Chapman, produttore discografico e cantautore australiano (Nambour, n. 1947)
- Mike Clink, produttore discografico statunitense
- Mike Crossey, produttore discografico britannico (Belfast, n. 1979)
- Mike Elizondo, produttore discografico, bassista e tastierista statunitense (Los Angeles, n. 1972)
- Mike Leander, produttore discografico, arrangiatore e compositore britannico (Walthamstow, n. 1941 - Londra, † 1996)
- Gesaffelstein, produttore discografico e compositore francese (Lione, n. 1987)
- Mike Stone, produttore discografico britannico (n. 1951 - † 2002)
- Mike Varney, produttore discografico statunitense (Novato, n. 1957)

## Produttori televisivi(1)
- Mike Kelley, produttore televisivo e sceneggiatore statunitense (Chicago, n. 1967)

## Progettisti(1)
- Mike Coughlan, progettista britannico (n. 1959)

## Pugili(6)
- Mike Hunter, pugile statunitense (Greenville, n. 1959 - Los Angeles, † 2006)
- Mike McCallum, pugile giamaicano (Kingston, n. 1956 - Las Vegas, † 2025)
- Mike O'Dowd, pugile statunitense (St. Paul, n. 1895 - † 1957)
- Mike Rossman, ex pugile statunitense (Turnersville, n. 1955)
- Mike Schutte, pugile, attore e cantante sudafricano (Johannesburg, n. 1950 - Vanderbijlpark, † 2008)
- Mike Towell, pugile britannico (Dundee, n. 1991 - Glasgow, † 2016)

## Rapper(3)
- Mike Jones, rapper e attore statunitense (Aldine, n. 1981)
- Mike Ladd, rapper e produttore discografico statunitense (Cambridge)
- The Streets, rapper britannico (Birmingham, n. 1979)

## Registi(6)
- Mike Barker, regista britannico (Inghilterra, n. 1965)
- Mike Cahill, regista, sceneggiatore e produttore cinematografico statunitense (New Haven, n. 1979)
- Mike Flanagan, regista, sceneggiatore e montatore statunitense (Salem, n. 1978)
- Mike Leigh, regista e sceneggiatore britannico (Salford, n. 1943)
- Mike Mitchell, regista e animatore statunitense (Oklahoma City, n. 1970)
- Mike van Diem, regista e sceneggiatore olandese (Sittard, n. 1959)

## Rugbisti a 15(2)
- Mike Brewer, ex rugbista a 15 e allenatore di rugby a 15 neozelandese (Pukekohe, n. 1964)
- Mike Worsley, ex rugbista a 15 inglese (Warrington, n. 1976)

## Sceneggiatori(4)
- Mike Hodges, sceneggiatore, regista e drammaturgo britannico (Bristol, n. 1932 - Dorset, † 2022)
- Mike Jones, sceneggiatore statunitense (San Antonio, n. 1971)
- Mike Rich, sceneggiatore statunitense (Enterprise, n. 1959)
- Mike Schwartz, sceneggiatore, produttore televisivo e attore statunitense (Boston)

## Sciatori alpini(4)
- Mike Brown, ex sciatore alpino statunitense (Denver, n. 1962)
- Mike Durtschi, ex sciatore alpino statunitense
- Mike Famy, ex sciatore alpino statunitense
- Mike Giannelli, ex sciatore alpino canadese (n. 1977)

## Scrittori(6)
- Mike Ashley, scrittore inglese (Southall, n. 1948)
- M. W. Craven, scrittore britannico (Carlisle, n. 1968)
- Mike Dash, scrittore e storico britannico (n. 1963)
- Mike Dooley, scrittore e imprenditore statunitense (Orange, n. 1961)
- Mike Fasolo, scrittore statunitense (New York, n. 1969)
- Mike McCormack, scrittore irlandese (Londra, n. 1965)

## Skater(1)
- Mike Vallely, skater statunitense (Edison, n. 1970)

## Tastieristi(3)
- Mike Logan, tastierista, cantante e compositore britannico (Prescot, n. 1947 - Milano, † 2022)
- Mike Mangan, tastierista statunitense (Los Angeles, n. 1968)
- Mike Ratledge, tastierista e compositore britannico (Maidstone, n. 1943 - Canterbury, † 2025)

## Tennisti(8)
- Mike Bauer, ex tennista statunitense (Oakland, n. 1959)
- Mike Briggs, ex tennista statunitense (Newport Beach, n. 1968)
- Mike Cahill, ex tennista statunitense (Waukesha, n. 1952)
- Mike Estep, ex tennista statunitense (Dallas, n. 1949)
- Mike Gandolfo, ex tennista statunitense (Lakeland, n. 1958)
- Mike Leach, ex tennista statunitense (Minneapolis, n. 1960)
- Mike Machette, ex tennista statunitense (Belvedere, n. 1951)
- Mike Sangster, tennista britannico (Kingskerswell, n. 1940 - Torquay, † 1985)

## Triatleti(1)
- Mike Pigg, triatleta statunitense (Arcata, n. 1964)

## Wrestler(1)
- Mantaur, wrestler statunitense (Omaha, n. 1968 - Cape Coral, † 2023)

## Senza attività specificata(5)
- Mike Day, ciclista di BMX statunitense (Tarzana, n. 1984)
- Mike Ford, allenatore di rugby a 15 inglese (Oldham, n. 1965)
- Mike Hopkins, tecnico del suono neozelandese (n. 1959 - † 2012)
- Mike Riddle, ex sciatore freestyle canadese (Edmonton, n. 1986)
- Mike Robertson, ex snowboarder canadese (Edmonton, n. 1985)